# 俄羅斯正教會與俄羅斯入侵烏克蘭
在2022年俄羅斯入侵烏克蘭期間，俄羅斯正教會的領導層站在了莫斯科當局一邊，這是由於俄羅斯正教會長期依附政權，以及莫斯科及全羅斯牧首基里爾推行的中央集權政策所致。在2022年全面入侵開始後，牧首和其他高級聖職者多次為戰爭辯護，導致東正教會內部出現分裂：包括莫斯科宗主教聖統烏克蘭正教會脫離莫斯科宗主教聖統獨立，以及其600多個教區轉移到烏克蘭正教會管轄；俄羅斯正教會轄下的拉脫維亞正教會與維爾紐斯及立陶宛教區爭取獨立自治。而俄羅斯正教會亦與天主教會和普世牧首大公教會的關係破裂。一些俄羅斯正教會神職人員簽署了一封公開信呼籲和解和樹立榜樣，並停止戰爭，但俄羅斯政府通過罰款和逮捕向反對戰爭的神職人員施加壓力。許多政府和宗教領袖公開譴責了俄羅斯正教會領導層的行為，加拿大、英國、立陶宛和美國對牧首基里爾實施了個人制裁。

## 俄羅斯正教會在俄羅斯軍國主義化中的角色

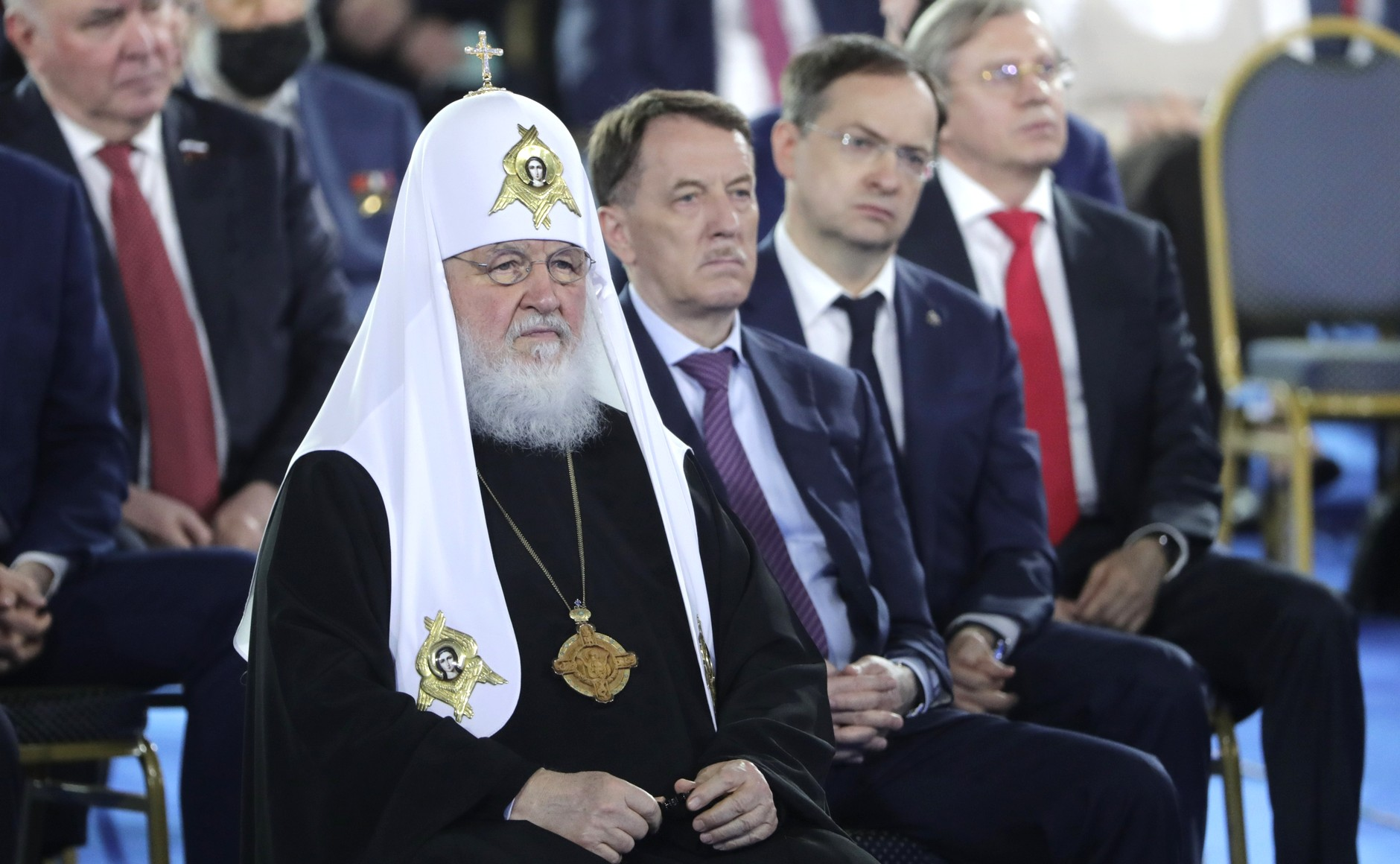
牧首基里爾出現在2021年俄羅斯總統對聯邦議會的演說現場

普遍認為自2000年代初以來，俄羅斯正教會已成為新的「政府宗教部門」。根據宗教研究學者尼古拉·米特羅欣（Николай Митрохин）的說法，在此期間，俄羅斯正教會的領導層發起了一系列改革，以限制管理內部體系中的民主原則。例如，在一些旅遊勝地，如基日島，獨立的教區被解散，並改為直接隸屬於莫斯科牧首。自2009年牧首基里爾掌權以來，俄羅斯正教會開始進行大規模改革，導致權力結構垂直化——低層神職人員完全受制肘，並提拔支持政治威權主義，打壓不贊同教會領導的人。在《保護新殉道者、告解者和在宗教迫害中受害的無罪之人記憶措施》教會文件中，有一條對於理解官方教會思想意識形態非常重要的條款：「新殉道者和告解者的事蹟證明他們反對的是褻瀆神明的行為，而不是反對國家本身。」
根據《RBK》（РБК）的調查報導，俄羅斯正教會與俄羅斯政府有緊密的聯繫。例如，牧首基里爾受到政府保護，政府至少將三處地產轉移給教會，包括在莫斯科純凈巷總主教府（Чистом переулке Москвы）、丹尼洛夫修道院（Даниловом монастыре）和佩瑞德爾基諾（Переделкине）的一處地產。同時，教會的收入很大程度上依賴於政府的資金。例如，僅在2012年至2015年間，俄羅斯正教會就從政府預算中獲得了140億盧布。這些款項是在與發展精神啟蒙中心、保存和修復教堂有關的聯邦計劃框架內分配的。在2019年，俄羅斯聯邦總統事務管理局投資了數十億盧布到位於普希金附近，專屬於俄羅斯正教會的費奧多羅夫斯基鎮（Феодоровский городок）。

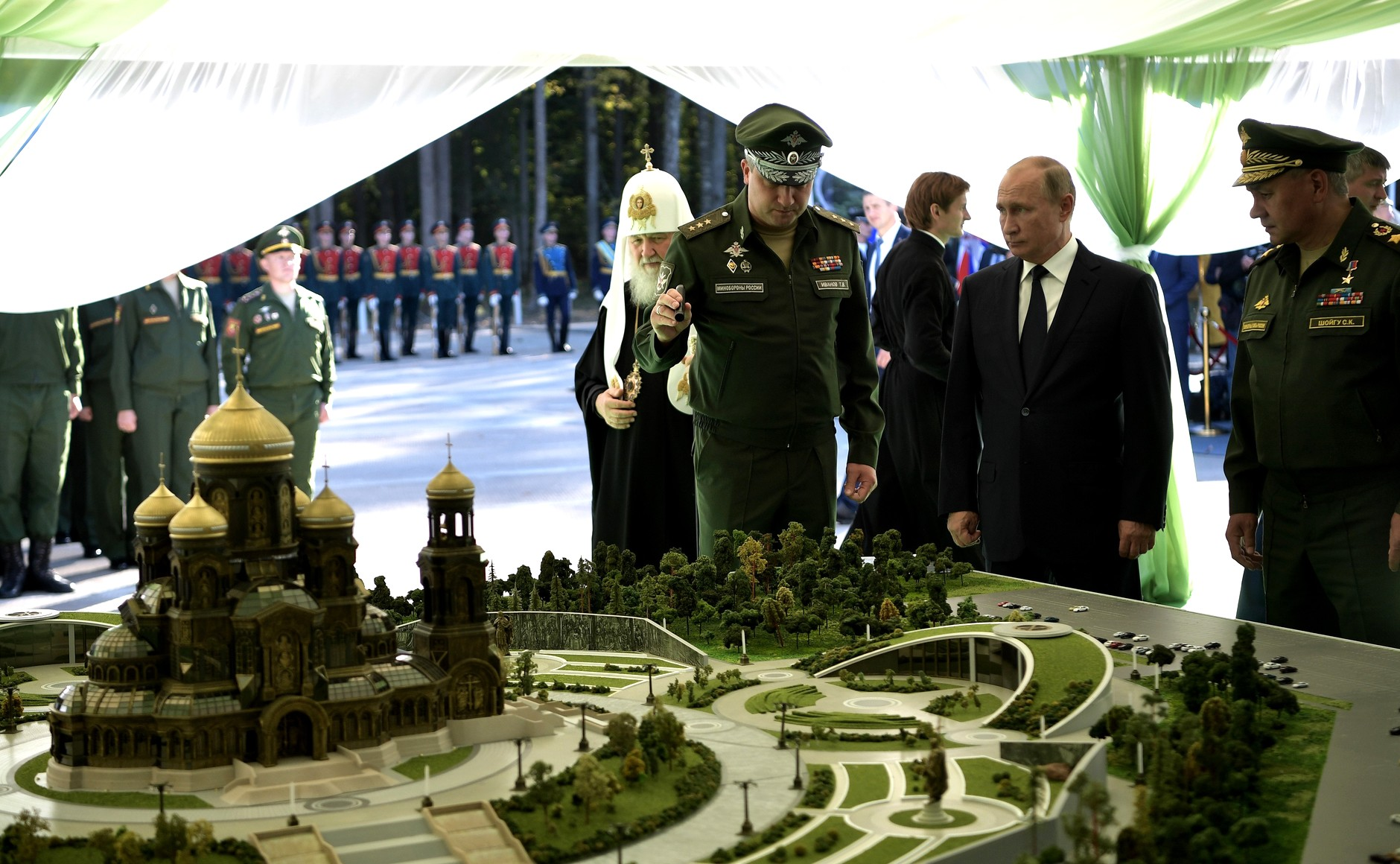
2018年，弗拉基米爾·普京視察未來俄羅斯武裝力量主教座堂的佈局

教會還與俄羅斯聯邦武裝力量密切合作。1995年，成立了與武裝部隊和執法機構合作的神聖公會議部。2001年，該部門由司鐸迪米特里·斯米爾諾夫（Димитрий Смирнов）領導，他後來公開為這場戰爭辯護。該部門的10個部門中有6個負責與執法機構和武裝部隊機構的關係。在軍隊中最初出現的軍隊牧師是為了緩和軍隊紀律和進行額外的控制，在2009年，他們被納入國防機構部門。與此同時，軍隊中的東正教神職人員數量顯著增加，僅2011年就創立了240個正式職位。
哥薩克準軍事組織也開始與俄羅斯正教會建立關係。隨後，他們當中的許多人參加了頓巴斯和敘利亞的入侵行動。軍事愛國青年組織也開始在教區主日學校出現。與此同時，俄羅斯正教會的神職人員進行武器祝聖儀式，在俄羅斯正教會公共電視台《救世主》（Спас）上舉辦政治化的節目，還在講道中積極運用「天軍」這樣的措辭。從2018年到2020年，俄羅斯正教會參與建造俄羅斯武裝力量主教座堂，該教堂以其軍事主義象徵而聞名——例如，教堂的台階是用熔化的二戰德國坦克履帶合金鑄造的。2013年，俄羅斯正教會正式支持俄羅斯的外交政策戰略，包括對敘利亞的軍事行動。根據2011年牧首基里爾的聲明，教會的責任是為俄羅斯武裝力量提供道德支持，並保護精神和政治主權。
……在我們的國家中，守護著這些不朽的價值和不變的真理的是正教會。正教會不僅幫助大量的人找到自己的人生意義，也讓人們理解一些看似簡單的事情，例如什麼是俄羅斯人，我們民族的使命是什麼，在某一時期我們民族是如何偉大而獨特的。——弗拉基米爾·普京
自2012年以來，俄羅斯總統弗拉基米爾·普京采取了措施使俄羅斯教會官方成為國家審查和道德控制機構，具體體現在《暴動小貓案》和《索科洛夫斯基案》等案件中。2013年頒布的《冒犯信徒感情法》（Закон об оскорблении чувств верующих）被用來確立俄羅斯意識形態——僅在2021年，就有13宗相關案件對象被起訴。根據政治學家費多·克拉舍寧尼科夫（Фёдору Крашенинникову）的說法，當局認為東正教信仰是其自身身份的一部分，拒絕表達對它的支持被解釋為反國家行為。這使得教會領袖對廣大群眾的影響力得到加強。

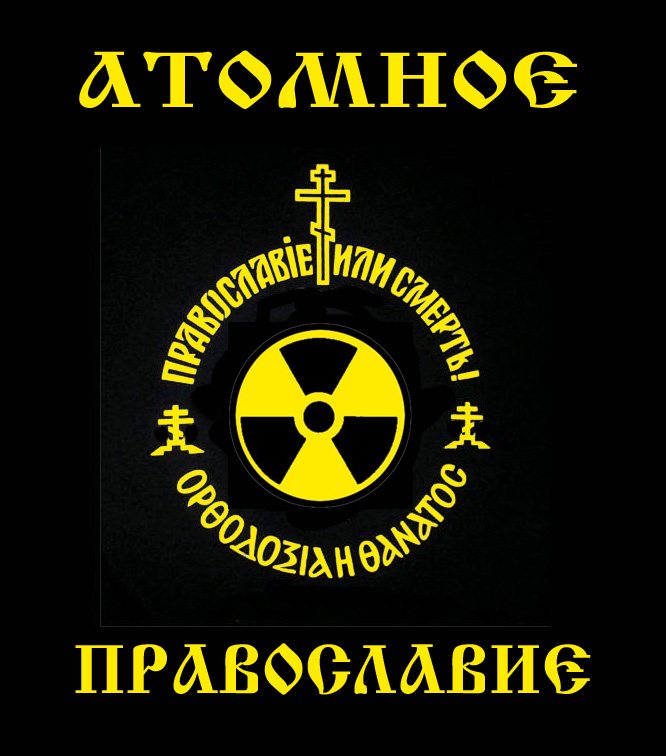
「核子正教會」是俄羅斯民族主義者葉戈爾·霍爾莫哥洛夫（Егора Холмогорова）的一個觀點，認為正教會和核武器是俄羅斯安全的兩個要素。

弗拉基米爾·普京也公開支持保守的宗教價值觀，積極利用東正教基督徒的形象。2000年，他宣稱自己佩戴了一個在嬰兒時由母親在「秘密洗禮」中送給他的十字架。2007年，他稱核武器和東正教是「俄羅斯社會的兩根支柱」，保證國家的外部安全和道德健康。2012年，他把自己的總統任期描述為「主的奇蹟」。
俄羅斯正教會被稱為「俄羅斯世界」意識形態的主要軟實力工具之一，該意識形態建立在東正教主宰和「反西方主義」原則之上。俄羅斯世界旨在推廣「俄羅斯認同」，以保護「全世界所有俄羅斯人的價值觀」。在社會建構中，民族和宗教類別通常相互關聯——根據社會調查，在2021年，超過一半的俄羅斯人認為信仰是「俄羅斯」身份的重要組成部分。在這種意識形態體系中，俄羅斯是「東正教文明」的霸主，而俄羅斯正教會則處於「民族領袖」的地位。據俄羅斯正教會代表表示，社會應該回歸東正教文明的傳統，逐漸拒絕西方和世俗的借鑒。克里姆林宮意識形態通常將LGBT社群作為與西方聯繫的敵人形象，俄羅斯正教會也反對該群體。同時，在其講道中，牧首基里爾經常談論蘇聯的構成國家是具有共同宗教起源之一個民族。

## 俄羅斯正教會對2022年俄羅斯入侵烏克蘭的反應
2014年，牧首基里爾對俄羅斯入侵烏克蘭和併吞克里米亞沒有做出任何反應——承認克里米亞被併吞意味著教會管轄邊界會與國界綁定。同時，在佔領克里米亞的軍事行動中，俄羅斯聯邦國防部邀請了俄羅斯正教會的神職人員參與。在吞併克里米亞後的頭五年，牧首基里爾沒有訪問過克里米亞，並試圖與克里米亞的話題保持距離。
克里米亞半島的教區仍然從屬於莫斯科宗主教聖統烏克蘭正教會。俄羅斯正教會以相似的保守政策對待未獲承認的阿布哈茲和南奧塞梯地區。然而，事實上，克里米亞的教區更像是俄羅斯正教會的分支，在教堂和教會文件的標誌上避免稱自己為「烏克蘭正教會」，而只稱自己為「俄羅斯正教會」。 2015年，莫斯科宗主教聖統烏克蘭正教會在法律上承認克里米亞是俄羅斯的一部分，並將兩個教區移交給了俄羅斯正教會。
在2022年2月，普京使用「捍衛俄羅斯正教會利益」作為全面入侵的藉口之一。2022年2月21日，他表示：「在基輔，他們繼續準備屠殺，對俄羅斯莫斯科宗主教聖統烏克蘭正教會也是如此……」根據《新報》引用的莫斯科主教座堂的消息來源，牧首基里爾事先知道對烏克蘭的攻擊即將發生。2022年2月23日，在祝賀國防勝利日的致辭中，牧首基里爾說：「沒有不付出代價的戰爭。」然而，最初莫斯科宗主教區的領導層沒有公開聲明支持入侵烏克蘭。因此在2022年2月24日，牧首基里爾呼籲所有人為和平祈禱，並表示：「全能的主會保護我們教會精神上聯繫俄羅斯、烏克蘭和其他民族。」2022年2月27日，俄羅斯正教會主教表達了對「那些總是反對俄羅斯和俄羅斯教會統一的邪惡勢力」的擔憂，提到俄羅斯、烏克蘭和白俄羅斯是「俄羅斯土地」的一部分，並引用了古老的俄羅斯編年史資料。
但願不要有一道恐怖、滿佈著兄弟鮮血的界限在俄羅斯和烏克蘭之間。我們應為恢復和平而祈禱，為恢復我們民族之間良好的兄弟關係而祈禱。這種兄弟關係的擔保是我們正教會的統一，它在烏克蘭由歐諾菲力主教領導的烏克蘭正教會所代表。今天我們也為他們祈禱。——牧首基里爾
2022年3月3日，俄羅斯正教會發表了一份特別的和平禱文，要求所有從屬於莫斯科宗主教管轄區的教堂都要朗誦。祈禱表達了對「兄弟情誼與和平精神」的重視。2022年3月6日，牧首基里爾在寬恕星期天為東正教徒發表了佈道。大部分呼籲都集中在頓巴斯和拒絕「那些現今聲稱擁有世界霸權的人提供之所謂價值觀」。牧首基里爾稱驕傲遊行是通往新世界的考驗：「向許多人要求舉行同性戀遊行，是用來考驗對那個擁有世界霸權的人之忠誠度。」俄羅斯正教會的領袖沒有公開支持俄羅斯的入侵，但他提出了支持它的論據。他說，戰爭與某些勢力八年來試圖摧毀存在於頓巴斯的東西有關。2022年3月9日，牧首基里爾再次發表演講，提到了「煽動衝突的第三方」。同時，烏克蘭被描述為「親近而密切」，但對俄羅斯人民持敵對態度。在同一演講中，基里爾首次提到了莫斯科宗主教聖統烏克蘭正教會領導都主教歐諾菲力的名字。俄羅斯東正教會的領袖說，他「特別為歐諾菲力……祈禱，以便主將他從邪惡的詭計中拯救出來，讓他明白任何戰爭都是魔鬼的工作。」
幾乎所有基里爾的佈道都提到了幫助難民的必要性。最初，俄羅斯教會的領袖指出，這些人來自頓巴斯地區，後來則不再強調他們的地區歸屬。一些教區在2022年2月24日之前就向來自烏克蘭領土的人提供了人道主義援助，特別強調這些人是「來自頓巴斯的難民」。負責所有人道援助的是教會慈善和社會事工部，該部門由主教潘捷列伊蒙（Пантелеимон (Шатов)）領導。根據俄羅斯正教會的代表所說，截至2022年3月21日，教會為超過19000名難民提供協助。在2022年10月，教會還提出了一個提議，即進行「為特別行動區的災民募捐」的慈善活動。
在戰爭開始幾個月後，俄羅斯正教會牧首基里爾在他的發言中開始支持在烏克蘭的軍事行動。在2022年4月初的一次講道中，他多次稱讚俄羅斯軍人，強調由於他們的行動，「俄羅斯的命運」將得到解決。在2022年4月初，當俄羅斯軍隊大規模屠殺烏克蘭公民的證據被公開後，牧首基里爾把俄羅斯人描述為「平和、愛好和平且謙虛的人民」，在任何情況下都準備「保護自己的家園」。在復活節後的第二天，即2022年4月25日，俄羅斯正教會的領袖也表示，俄羅斯周圍的局勢正在變得更加複雜，再次呼籲「團結在莫斯科周圍」。一些俄羅斯神職人員也以同樣的方式發表了言論。例如，安德烈·特卡喬夫（Андрей Ткачёв）大司鐸表示「俄羅斯世界正對抗著存在主義的邪惡和反基督西方文明。」弗拉基米爾和蘇茲達爾教區的都主教吉洪（Тихон (Емельянов)）也表達了對軍事行動的支持。2022年5月3日，俄羅斯正教會牧首基里爾在莫斯科克里姆林宮的天使長主教座堂舉行了神聖彌撒。在他的講道中，他說俄羅斯從未對任何人發動攻擊，只是「保護自己的邊界」。在同一天，羅馬教宗方濟各在Zoom中敦促牧首基里爾「牧首不能將自己變成普京的輔祭侍童」。牧首基里爾的立場直接違反教會標準，因為教會文件要求俄羅斯正教會堅持反戰立場。因此，根據俄羅斯正教會的社會觀念，教會不能與發動侵略戰爭的國家合作，而且要堅決站在「明顯受侵略」的受害者一方。
儘管俄羅斯正教會的主要人物沒有直接向俄羅斯軍隊發表講話，但2022年3月14日，俄羅斯正教會的領袖將《聖母八月聖像》（Августовская икона Божией Матери）轉交給了俄羅斯聯邦國家近衛軍作戰部隊的負責人維克托·佐洛托夫，以鼓勵那些宣誓效忠並投身於保衛祖國的年輕近衛軍們。作為回應，佐洛托夫感謝了主教，指出國家近衛軍也參與了戰鬥行動，並進一步表示「『納粹分子』躲在『老人、婦女、兒童』的背後，在幼兒園、學校、住宅樓中設立火力陣地，但我們一步一步地朝著設定的目標前進，勝利將屬於我們，這幅聖像將保護俄羅斯的軍隊並加快我們的勝利。」
俄羅斯正教會支持克里姆林宮有關俄羅斯和烏克蘭「共同遺產」和「共同命運」的宣傳敘述。2022年3月9日，在大齋期第一次講道中，牧首重申生活在烏克蘭和俄羅斯的兄弟民族，「實際上是同一個俄羅斯民族」的宣傳論點。他還聲稱，在烏克蘭發生的事情是地緣政治和某些未被命名的「反俄力量」行動之結果，這些力量試圖強加於東正教民族有異的價值觀。2022年9月21日，俄羅斯總統普京宣布對烏克蘭發動戰爭動員之際，牧首基里爾呼籲不要把烏克蘭人視為敵人。兩天後，基里爾發表了一篇講道，聲稱在與烏克蘭的戰爭中犧牲之俄羅斯士兵將獲得「永生」。2022年9月25日，他稱俄羅斯的武裝侵略是「內戰」和「兄弟相殘的戰爭」。
我們知道今天許多人死於內戰的戰場。教會祈禱這場戰爭能盡快結束，讓盡可能最少的弟兄在這場兄弟殺戮的戰爭中相互殺害。同時，教會意識到，如果有人出於使命感和履行誓言的必要性，堅定地履行其職責並在履行軍事職責時犧牲，那麼他無疑是為了他人而犧牲自己。因此，我們相信這種犧牲能夠洗滌一個人所犯下的所有罪孽。——牧首基里爾，2022年9月25日
2022年10月，牧首呼籲俄羅斯人民在總統70歲生日前兩天為普京的健康祈禱。11月20日，牧首基里爾在他的生日晚宴上表示，神職人員「今天在前線」，而俄羅斯政府「捍衛著，將阻止……在反基督統治下走向世界末日的那些價值觀」。牧首呼籲俄羅斯正教會「保衛祖國，並盡一切努力取得勝利」。而在2023年1月7日的聖誕節賀詞中，普京讚揚俄羅斯正教會對俄軍的支持，並將其描述為在俄羅斯和西方在烏克蘭的歷史性衝突期間為社會提供重要的穩定力量。

### 參與
有證據顯示俄羅斯正教會的神職人員在武裝衝突中參與俄羅斯的一方。事實上，甚至在戰爭爆發前兩個月，就有多則官方報導指出，莫斯科宗主教聖統烏克蘭正教會的神職人員在基輔和北頓涅茨克被捕。他們與俄羅斯軍方聯繫，並傳遞有關烏克蘭軍隊駐軍地點或檢查站座標的信息。據《紐約時報》報導，被佔領的斯拉夫揚斯克的神職人員經常為武裝分子祝福，並允許他們在教堂區存放彈藥。
2022年9月30日，普京將烏克蘭四個被併吞的地區納入俄羅斯聯邦時，在克里姆林宮的儀式上，出席者包括莫斯科宗主教聖統烏克蘭正教會盧甘斯克教區主教潘捷列伊蒙（Пантелеимон (Поворознюк)）和位於梅利托波爾的聖薩瓦修道院院長約翰·普羅科彭科（Иоанн (Прокопенко)）。
在俄羅斯宣布動員後，神職人員開始在動員地點舉行祈禱儀式。隨後，俄羅斯正教會呼籲允許神職人員進入所有動員地點。莫斯科宗主教區與武裝部隊和執法機構合作的神聖公會議部主席亞歷山大·多布羅捷耶夫（Александр Добродеев）也表示，前往戰區的神職人員也應該有社會保障。10月14日，莫斯科宗主教事務部（Управление делами Московской патриархии）副主任、澤列諾格勒主教薩瓦（Савва (Тутунов)）表示「現在有很多神職人員在軍隊的前線中……從二月份起，已有三名神職人員在戰鬥中陣亡。」截至2023年，軍隊中有15到25名常設的軍牧，自入侵開始已有約90名軍牧到過前線。已知有5名軍牧陣亡，最近一位於2022年11月21日去世。 2023年初，教會與社會和大眾媒體關係部（Синодальный отдел по взаимоотношениям Церкви с обществом и средствами массовой информации）主席弗拉基米爾·勒戈伊達（Владимир Легойда）表示，俄羅斯正教會「正在努力增加軍牧的數量，並最終解決他們的身份、社會保障等問題……」
在2023年1月，牧首基里爾表示，俄羅斯正面臨嚴重的安全威脅，俄羅斯正需要更多來自教會的支持，呼籲教堂要「動員他們的信徒」來支援俄羅斯軍隊，並表示：「尋找機會、募集資金、發送包裹，如果有可能，請前往支援俄羅斯軍人。」

## 東正教會的分裂

### 烏克蘭

#### 烏克蘭正教會的創建

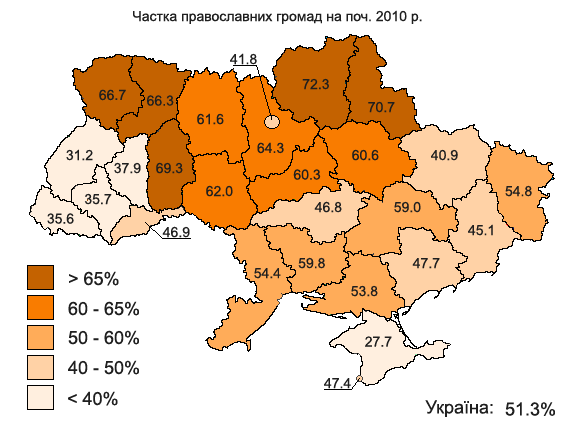
2010年烏克蘭各州的東正教社區比例

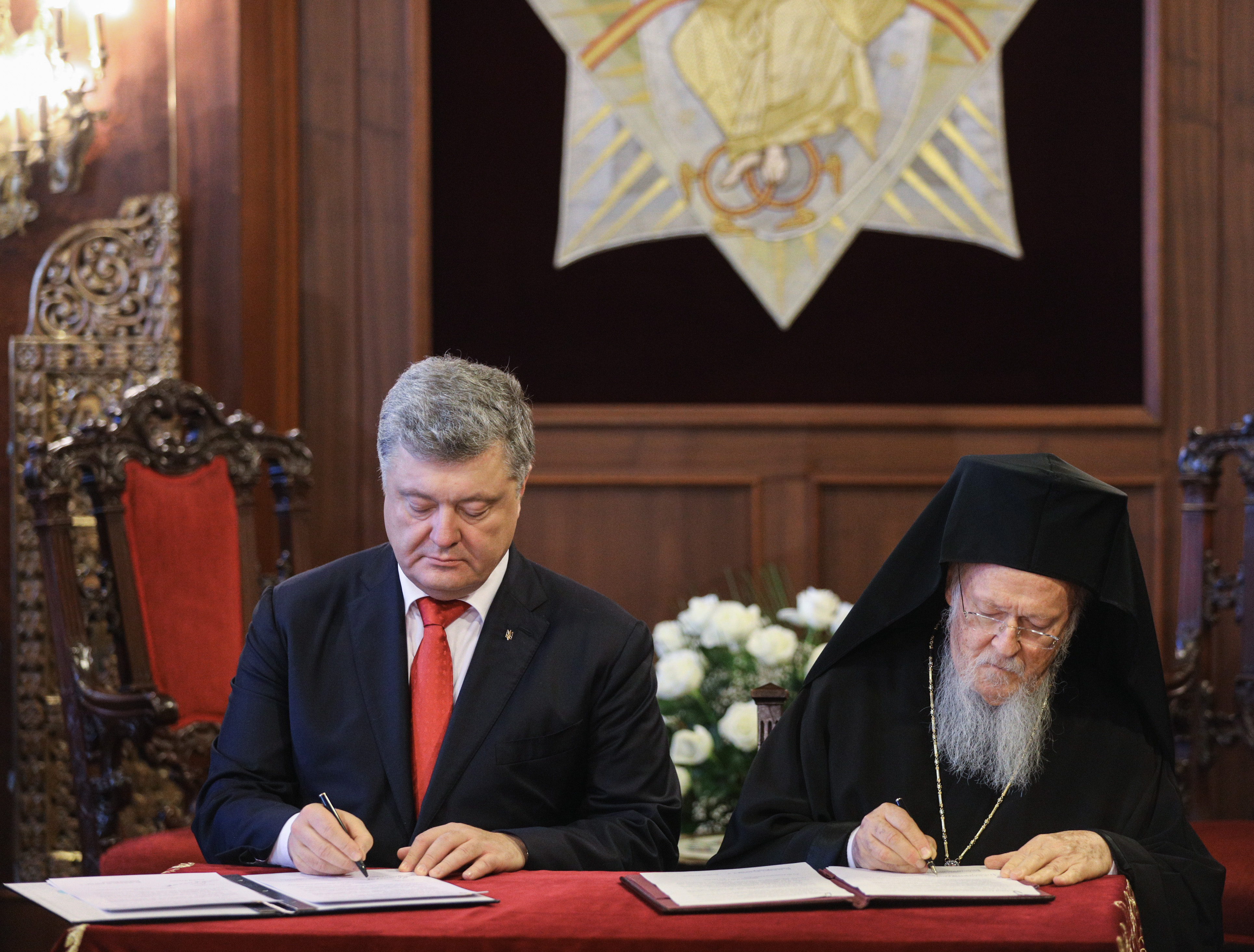
2018年11月3日，烏克蘭總統彼得·波羅申科與君士坦丁堡普世牧首巴爾多祿茂簽署《關於烏克蘭與君士坦丁堡宗主教區之間的合作與互動協議》

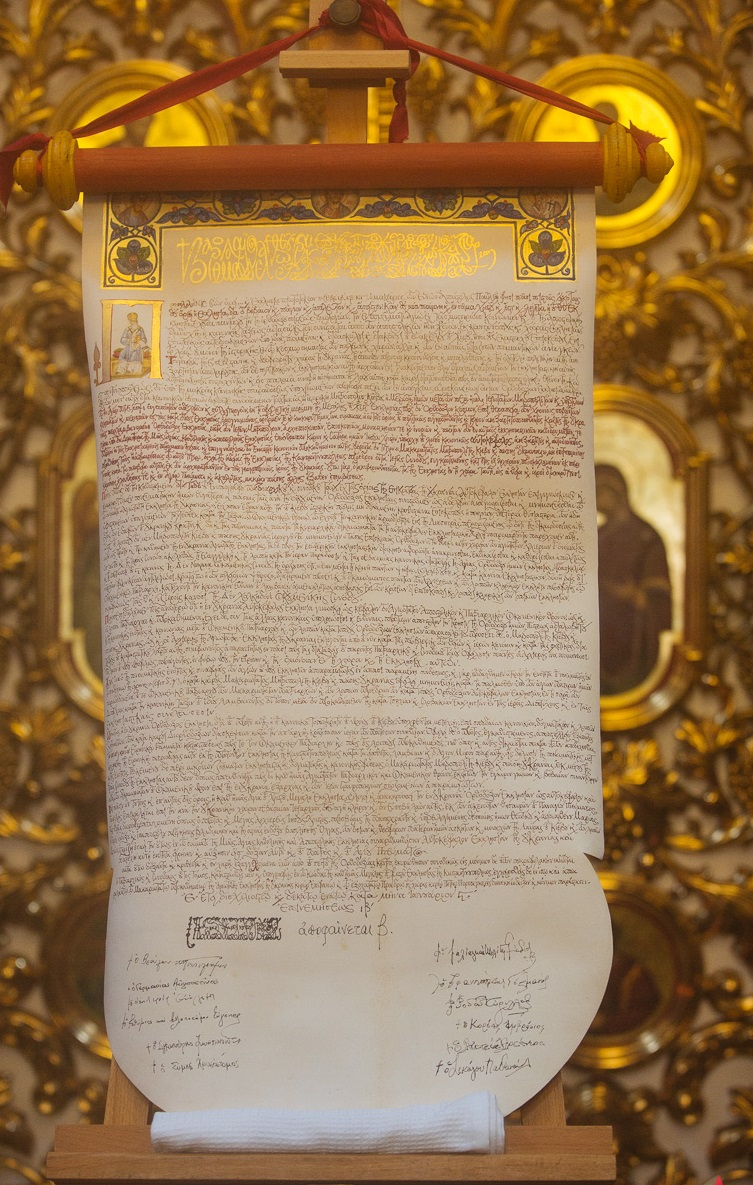
《烏克蘭正教會自治宣言》

烏克蘭是歐洲最宗教信仰深厚的國家之一，高達76％的人信仰上帝，37％定期去教堂。然而，到2014年，烏克蘭仍沒有統一的獨立國家正教會。當時該國存在三個不同的正教會派系。其中最大的是「莫斯科宗主教聖統烏克蘭正教會」（УПЦ МП），它包括超過12000個教區。莫斯科宗主教聖統烏克蘭正教會處於俄羅斯正教會和莫斯科的直接管轄下。其次是「基輔宗主教聖統烏克蘭正教會」（УПЦ КП），是一個獨立但不合法的教會，因對俄羅斯正教會給予烏克蘭正教會自治權不足之不滿，於1992年在烏克蘭社區中興起的一個教會。其三是「烏克蘭自主正教會」（УАПЦ），是一個獨立但不合法的教會，它是在俄羅斯帝國解體後在美國和加拿大的烏克蘭僑民中出現的。
在烏克蘭廣場革命之後，基輔和莫斯科宗主教教區（基輔宗主教聖統烏克蘭正教會和莫斯科宗主教聖統烏克蘭正教會）之間出現了分裂。莫斯科宗主教聖統烏克蘭正教會由都主教歐諾菲力領導。烏克蘭東正教徒由於2014年俄烏戰爭爆發，許多人拒絕去「莫斯科」的教堂。這促進了創建獨立的烏克蘭正教會的運動。2015年6月18日，基輔宗主教聖統烏克蘭正教會以統一各自為政的教會而召開烏克蘭正教會神聖會議（Священный синод Православной церкви Украины），在烏克蘭正教會統一委員會（Объединительный собор православных церквей на Украине）中宣布成立一個不受俄羅斯正教會管轄，完全獨立的烏克蘭正教會。
2016年，烏克蘭總統彼得·波羅申科飛往伊斯坦布爾，首次與君士坦丁堡普世牧首巴爾多祿茂親自會面，並要求為烏克蘭提供獨立教會。俄羅斯正教會對此次會面反應強烈，拒絕參加2016年在克里特島舉行的泛正教會大公會議（Всеправославный собор），該會議原本旨在討論烏克蘭教會的獨立。
不久之後，基輔宗主教聖統烏克蘭正教會得到來自君士坦丁堡普世牧首的自治文書（承認書），而基輔宗主教聖統烏克蘭正教會宣佈自我解散，並加入新烏克蘭正教會。2019年1月6日，統一後的烏克蘭正教會（ПЦУ）之正式成立儀式於2019年1月6日在伊斯坦布爾聖喬治主教座堂舉行，地點在普世牧首巴爾多祿茂的官邸。
在宣布烏克蘭正教會獨立自主權之後，俄羅斯正教會斷絕與普世牧首大公教會的共融。同時，烏克蘭正教會長期以來沒有被其他正教會承認。截至2022年6月，只有希臘正教會、塞浦路斯正教會和亞歷山大正教會承認烏克蘭正教會。此外，莫斯科宗主教聖統烏克蘭正教會也拒絕承認烏克蘭正教會的獨立自主權。
在2019年6月，基輔宗主教聖統烏克蘭正教會前都主教菲拉列特·傑尼先科宣布復興教會，並自稱宗主教。菲拉列特對宣布獨立的決定不滿，因為他認為《烏克蘭正教會自治宣言》仍然受到「對君士坦丁堡的依賴」。烏克蘭正教會領袖，都主教埃皮法尼烏斯（Епифаний (Думенко)）表示，他沒有被邀請參加這次會議，並承認他和菲拉列特之間存在沖突。
烏克蘭正教會也聲稱，對它來說，這不會產生任何法律或教會法上的後果。2019年12月13日，烏克蘭司法部宣布取消基輔宗主教聖統烏克蘭正教會的法人登記。

#### 莫斯科宗主教聖統烏克蘭正教會與俄羅斯正教會的分裂

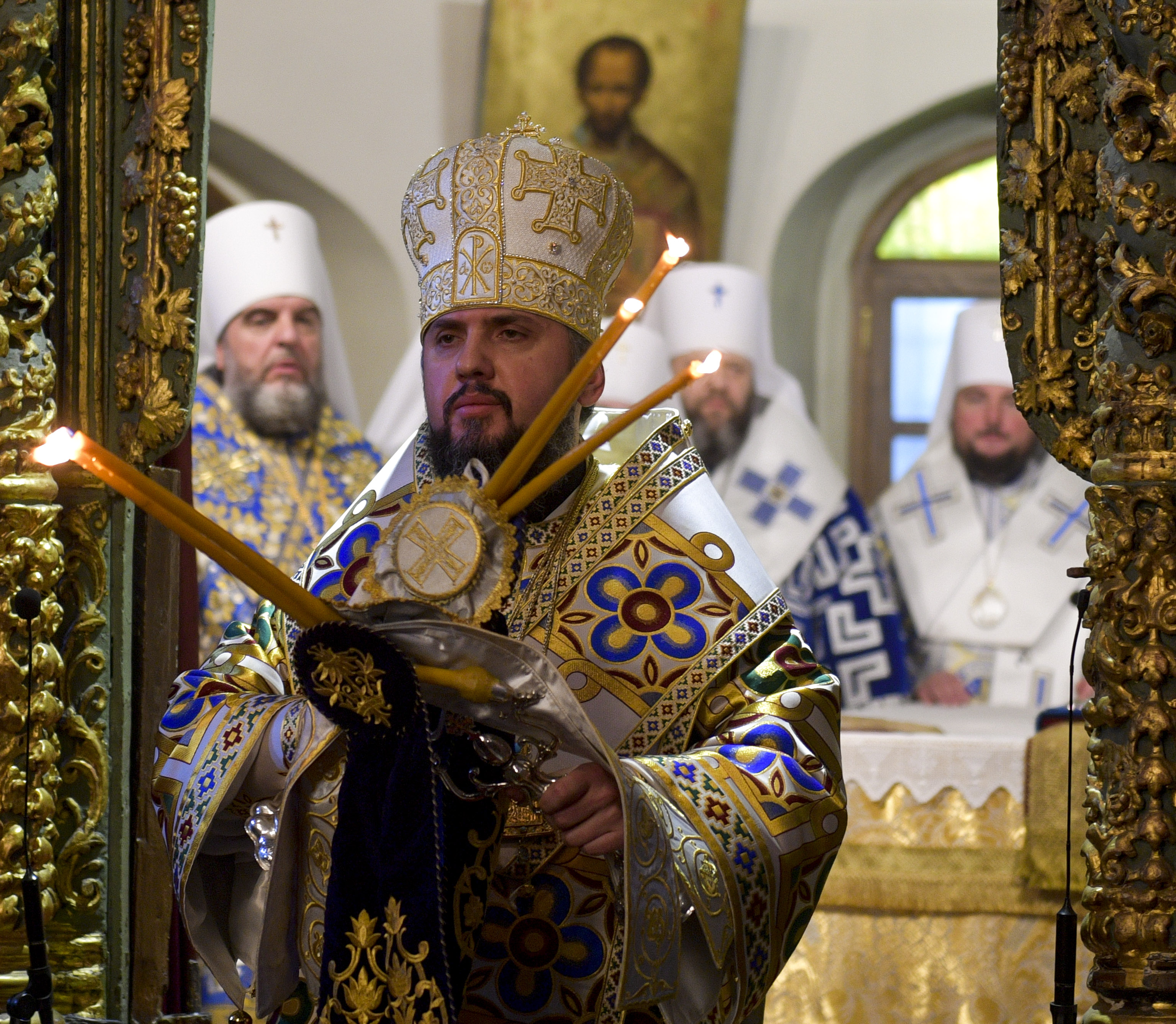
基輔及全烏克蘭都主教埃皮法尼烏斯，2019年

在2022年2月俄羅斯入侵烏克蘭後，烏克蘭居民開始大規模抵制俄羅斯正教會。在2014年之前，40％的烏克蘭信徒支持基輔宗主教聖統烏克蘭正教會，20％支持莫斯科宗主教聖統烏克蘭正教會；在成立烏克蘭正教會後，52％的被調查者支持新教會。在2022年4月進行的一次民意調查中，74％的烏克蘭人支持切斷莫斯科宗主教聖統烏克蘭正教會與俄羅斯的聯繫，51％的人則支持全面禁止該教會在烏克蘭境內活動。一些在烏克蘭的神職人員，包括《國家之聲》（Голос країни）冠軍亞歷山大·克雷緬科（Олекса́ндр Климе́нко），公開稱普京為戰爭罪犯。2022年5月，烏克蘭正教會基輔和全烏克蘭都主教埃皮法尼烏斯呼籲普世牧首和其他當地自治正教會的領袖譴責俄羅斯正教會的戰爭宣傳，並罷免牧首基里爾的教座。都主教埃皮法尼烏斯在他的講話中明確指出，有必要抵制「俄羅斯世界」意識形態，這是一種「包裝在基里爾·貢季亞耶夫和他追隨者華麗講道中之的法西斯、殺人教義」。烏克蘭正教會神聖會議呼籲莫斯科宗主教聖統烏克蘭正教會的神職人員和平信徒加入烏克蘭正教會：
我們神聖會議呼籲位於烏克蘭境內，在莫斯科牧首轄區下的主教、神職人員、修道院和宗教社區，要遵從烏克蘭正教會的自治教令，並與烏克蘭正教會建立規範的共融。
不久之後，大量從屬莫斯科宗主教聖統烏克蘭正教會的教徒開始加入到烏克蘭正教會中，僅在3個半月的時間內，424個教區加入了烏克蘭正教會（到6月初已經超過500個）。這是現代教會史上轉宗速度最快的一次。相比之下，在烏克蘭獨立後的前六個月，只有略多於500個教區加入烏克蘭正教會。同時，大多數教區採取了較溫和的抗議形式——他們在禮拜儀式期間不再提及牧首基里爾。
莫斯科宗主教聖統烏克蘭正教會都主教歐諾菲力也在公開聲明中反對俄羅斯正教會。與此之前，他被認為是「親俄」和支持俄羅斯正教會意識形態的神職人員。在2014年克里米亞被俄羅斯併吞時，他譴責烏克蘭當局導致「獨立廣場的血腥示威」。在2022年全面入侵之後，他立即發出呼籲，稱這場戰爭是「自相殘殺」，呼籲信徒「為烏克蘭，為我們的軍隊和人民懺悔祈禱」。他還呼籲俄羅斯正教會牧首基里爾協助停止戰爭。甚至在基輔洞窟修道院，歐諾菲力祈禱中也不再提及俄羅斯正教會領袖的名字。
2022年5月27日，莫斯科宗主教聖統烏克蘭正教會在基輔舉行會議，宣布脫離俄羅斯正教會的管轄，但在新章程中仍保留對東正教信仰的共融關係。該教會正式譴責俄羅斯聯邦對烏克蘭的侵略戰爭，認為這違反了天主的誡律「毋殺人」，並向所有受害者表達哀悼之意，且聲明不同意莫斯科及全羅斯牧首基里爾的立場。對此，牧首基里爾表示，他「理解」都主教歐諾菲力和烏克蘭基督徒的立場，他認為任何暫時的障礙都不應破壞「我們人民的精神團結」。
如果牧首基里爾保持沉默，那就是一回事。但他幾乎每週都會說出對烏克蘭社會和教區信徒都無法接受的話。當人們進入教堂，聽到他的名字時，這會妨礙了他們的祈禱。——克萊門特都主教
隨著莫斯科宗主教聖統烏克蘭正教會的脫離，俄羅斯正教會一下子失去34％的教徒。同時，一些教區仍然支持俄羅斯正教會。在切爾卡瑟教區，當地的都主教狄奧多西（Феодосий (Снигирёв)）發佈開除改宗烏克蘭正教會的神職人員羅曼·里奇克（Романа Личка）的聲明中引用了一節禮拜文：「猶大，背叛者，你最好是從未出生。」同時，在該教區網站的新聞中，還報導援助「因戰爭而受害的難民」，但沒有提及是誰執行這些行動。根據美國福坦莫大學東正教研究高級研究員謝爾蓋·查普寧（Сергей Чапнин）的說法，教會中的親俄派係依然強大。一些主教對斷絕與俄羅斯母教會共融的決定提出異議。

#### 克里米亞教區轉宗至俄羅斯正教會
在2022年6月，克里米亞的佔科伊、辛菲羅波爾和費奧多西亞3個莫斯科宗主教聖統烏克蘭正教會的教區合併為克里米亞都主教區，並直接隸屬於牧首基里爾。它由83歲的都主教拉扎爾（Лазарь (Швец)）領導。自2014年以來，他從未公開反對俄羅斯對克里米亞的併吞，並歡迎謝爾蓋·阿克肖諾夫擔任俄佔克里米亞的首腦。

### 波羅的海國家

#### 拉脫維亞
拉脫維亞正教會名義上是莫斯科宗主教聖統的地方自治教會，事實上被視為獨立的自治教會。從2019年開始，只有居住在拉脫維亞境內超過10年的拉脫維亞公民才能成為該教會的主教。
戰爭——是最無意義和可怕的罪孽，就像流血和其他一切一樣。我們的任務是向主祈禱，請求他結束這場戰爭，並促進拉脫維亞社會的團結。我們作為在拉脫維亞的俄語居民，不對其他國家的領導人所做之事情負責。這就是我們團結的原因，我再說一遍，我希望我們都能在主和寶貴的拉脫維亞面前團結一致。——拉脫維亞正教會都主教亞歷山大
在俄羅斯入侵烏克蘭的戰爭爆發後，拉脫維亞正教會譴責俄羅斯的入侵行為，但仍然在祈禱中提到了牧首基里爾的名字。2022年9月8日，拉脫維亞議會決定將當地的正教會從俄羅斯正教會的管轄下解放出來，成為實質上自主教會。這個獨立的提議來自該國總統埃吉爾斯·萊維茨。拉脫維亞世俗政府無法授予拉脫維亞正教會自治，但在實際行動上，拉脫維亞法律可以阻止莫斯科干涉確認和罷免都主教、大主教和主教的程序。教會並未對議會的決定表達反對，但是在拉脫維亞正教會官方網站上出現了反對分裂的祈禱呼籲。
在2022年9月底，拉脫維亞內閣授權司法部長賈尼斯·博丹斯（Jānis Bordāns）向牧首基里爾提出申請，要求向拉脫維亞正教會頒發自治權證書。2022年10月20日，拉脫維亞正教會召開大公會議，在161票中，有160票支持向牧首基里爾提出正式要求，索要合法的自治權。

#### 立陶宛
2022年2月25日，俄羅斯正教會維爾紐斯及立陶宛教區的執事司鐸維塔利·莫茨庫斯（Vitaly Motskus）以立陶宛語發表了一篇名為《立陶宛正教會譴責俄羅斯對烏克蘭的入侵行為》的文章。然而，維爾紐斯教區仍然在其祈禱中提到了牧首基里爾的名字。3月初，維爾紐斯聖帕拉斯科瓦烈士教堂（Vilniaus Šv. kankinės Paraskevės cerkvė）的執事司鐸維塔利烏斯·道帕拉斯（Vitalius Dauparas）公開反對這一行為。2022年3月17日舉行的會議上，維爾紐斯及立陶宛都主教因諾肯蒂（Metropolitas Inokentijus）譴責俄羅斯對烏克蘭的戰爭，並指出「我們和牧首基里爾對當前事件有不同的政治觀點和看法」。
我們堅決譴責俄羅斯對烏克蘭的戰爭，並祈求主盡快終止戰爭。你可能已經注意到，我們與牧首基里爾對當前局勢有不同的政治觀點和看法。他對烏克蘭戰爭的政治言論只代表他個人觀點，我們立陶宛不認同這些言論。在此，我們想公開表示，作為立陶宛的正教徒，我們現在有機會獨立地決定自己的教會事務，將繼續追求更大的教會獨立性，相信主會在適當的時間賜予我們這種獨立性。
儘管都主教因諾肯蒂公開譴責戰爭，但不久後，維爾紐斯及立陶宛教區內開始打壓持反戰立場的神職人員。在2022年4月中旬，道帕拉斯和聖母主教座堂的司鐸辛加魯（Sungailu）被解雇，而莫茨庫斯被降職為普通司鐸。立陶宛媒體將不同意見者的解雇視為教區對他們在烏克蘭立場問題上的迫害。維爾紐斯市長列米吉尤斯·希馬修斯對這些解雇作出回應，他表示，傳統上，立陶宛教會可以是基輔或君士坦丁堡的教會，而不是莫斯科的教會。立陶宛教區隨即宣稱不同意見者是在搞分裂。
2022年5月下旬，立陶宛總理因格麗達·希莫尼特致函君士坦丁堡普世牧首巴爾多祿茂，要求協助立陶宛的東正教神職人員退出俄羅斯正教會，以此支持創建替代教會結構。她在信中強調，立陶宛的正教徒，包括烏克蘭人和白俄羅斯人，「有權在沒有良心衝突的情況下實踐自己的信仰」。到2022年12月中旬，君士坦丁堡普世牧首區迦克敦都主教區都主教厄瑪奴耳訪問維爾紐斯及帶回巴爾多祿茂的回信。
2022年5月底，牧首基里爾接受都主教因諾肯蒂的請求，同意為維爾紐斯及立陶宛教區提供更廣泛的自治地位，並同意成立一個委員會，制定教會自我管理計劃，但該委員會未包括立陶宛正教會的代表。
據專家的觀點，深化立陶宛教會自治的討論旨在阻止另一個教會組織，即君士坦丁堡普世牧首區在該國建立替代結構。這對於俄羅斯正教會來說將是非常困難的，因為立陶宛的政治領導人對俄羅斯正教會和牧首基里爾極其不滿。正是立陶宛提議在歐盟層面實施針對牧首基里爾的個人制裁。

#### 愛沙尼亞
在愛沙尼亞同時存在兩個東正教管轄區——莫斯科宗主教聖統愛沙尼亞正教會（37個教區）和愛沙尼亞使徒正教會（61個教區），後者自1996年開始運作，隸屬於君士坦丁堡普世牧首區。超過85％的愛沙尼亞東正教徒是莫斯科宗主教聖統愛沙尼亞正教會成員，但該教會被剝奪財產權，並向國家租用教堂。
在2022年俄羅斯入侵烏克蘭爆發後，莫斯科宗主教聖統愛沙尼亞正教會塔林及全愛沙尼亞都主教尤金（Jevgeni (Rešetnikov)）既沒有支持也沒有譴責俄羅斯的政策。2022年8月18日，他宣布莫斯科宗主教聖統愛沙尼亞正教會受到國營媒體攻擊。主教表示，發生的事件是「主給我們的試煉」。對此，愛沙尼亞內政部長勞里·萊內梅茨（Lauri Läänemets）回應道：
當教會採取支持戰爭立場時，這是一個嚴重的問題。關於在愛沙尼亞隸屬於莫斯科牧首教區的俄羅斯正教會，我們非常關注那裡正在發生和說了什麼。據我所知，該教會目前沒有直接呼籲或直接行動。
他還補充說，他期待莫斯科宗主教聖統愛沙尼亞正教會自願與俄羅斯正教會分離。
2022年10月初，隸屬於莫斯科宗主教聖統愛沙尼亞正教會的教徒發起了一份集體聲明，反對牧首基里爾的立場，並呼籲塔林及全愛沙尼亞都主教尤金與其保持距離。
2022年10月6日，莫斯科宗主教聖統愛沙尼亞正教會表示，教會譴責戰爭，為烏克蘭人祈禱，但不理解為什麼教會不斷被要求發表政治聲明。然而，內政部長萊內梅茨表示，他對教會的立場不滿意，他期待莫斯科宗主教聖統愛沙尼亞正教會直接譴責牧首基里爾。
我們必須確保沒有任何組織，包括宗教組織，在愛沙尼亞境內支持戰爭並與煽動戰爭保持距離。如果他們不這樣做，這意味著持相反的立場，而愛沙尼亞的任何組織都不可能持有相反的立場。這是直接關係到安全的問題。——勞里·萊內梅茨
內政部長給予都主教尤金尼最後通牒，必需在2022年10月12日前作出回應。否則萊內梅茨承諾提出取消都主教居留許可的建議。2022年10月12日，都主教尤金在回復萊內梅茨和司法部長莉亞·丹尼爾森-亞格（Lea Danilson-Järg）的信中表示，「基於東正教信仰，愛沙尼亞正教會反對戰爭，支持和平以及以和平方式解決任何衝突」，「我不同意牧首基里爾在2022年9月25日佈道中所說的，赦免執行職責時犧牲的軍人所有罪行之話語」。然而，他後來在接受採訪時再次表示，他不認為牧首基里爾的話是與呼籲發動戰爭有關。
與此同時，管理愛沙尼亞使徒正教會的塔林和全愛沙尼亞都主教斯特凡努斯（Stefanus (Charalambides)）公開批評了牧首基里爾有關烏克蘭衝突的聲明。2022年3月17日，愛沙尼亞教區領導人和愛沙尼亞教會理事會發表一封譴責戰爭的公開信：「數千人死亡，包括無辜的兒童，青少年和老人。」

### 其他正教會
全球俄羅斯正教會大多數主教反對俄羅斯入侵烏克蘭。普世教會協會主席約翰·索卡（Ioan Sauca）呼籲牧首基里爾影響俄羅斯的軍事和政治領導。而牧首基里爾回應，西方的目標是削弱俄羅斯，並把「兄弟民族——俄羅斯人和烏克蘭人——變成敵人」。
在戰爭爆發前兩天，掌管英國和愛爾蘭教區的格魯吉亞正教會大主教芝諾（Zinon（Iaradzhuli））寫信給烏克蘭駐英國大使瓦迪姆·普賴斯泰科（Вади́м Приста́йко），信中寫道：
我們的民族，格魯吉亞人和烏克蘭人，深刻體會到俄羅斯侵略帶來的痛苦和不公。我們希望，在2008年對格魯吉亞和2014年對烏克蘭的經驗後，國際社會能夠意識到危險，盡最大的外交努力與俄羅斯接觸，以避免無辜流血。
2022年2月24日，美洲正教會領袖全美國及加拿大都主教吉洪（Tikhon (Mollard)）公開反對俄羅斯的軍事行動。
我要求立即停止戰爭，並要求普京總統結束軍事行動。作為東正教基督徒，我們譴責暴力和侵略。
然而，在同一份聲明中，吉洪稱烏克蘭人和俄羅斯人為「兄弟姐妹」（沒有提到「在基督裏」），只表達對莫斯科宗主教聖統烏克蘭正教會都主教歐諾菲力的支持，而無視基輔宗主教聖統烏克蘭正教會都主教埃皮法尼烏斯。
2022年3月初，阿姆斯特丹的俄羅斯正教會社區正式與莫斯科宗主教區斷絕關係，並宣布打算接受君士坦丁堡普世牧首區的管轄。意大利烏迪內的十字架升天教區也宣佈自莫斯科牧首領導退出。華沙及全波蘭都主教約翰（Jan (Renneteau)）和都主教薩瓦向牧首基里爾提出請求，要求他發聲並促進停止對烏克蘭的侵略。巴黎都主教區都主教約翰寫了一封信給牧首基里爾，表達對烏克蘭的全面支持。
有些俄羅斯正教會獨立教區譴責戰爭，但沒有公開反對牧首基里爾的立場。例如，羅馬尼亞正教會的牧首丹尼爾呼籲「尋找和平對話的途徑」，並敦促立即停止「俄羅斯對一個主權獨立國家發起的戰爭」。在外俄羅斯正教會的主教愛任紐（Irenei (Steenberg)）表示，他將為烏克蘭人和俄羅斯人祈禱，因為「主的愛不知道政治邊界。每個人都需要我們熱情的祈禱、愛和關懷；他們都會得到這些。」
在戰爭開始時，摩爾多瓦正教會呼籲停止「武裝衝突」，但沒有提到俄羅斯軍隊或普京的名字。與此同時，一些摩爾多瓦的神職人員開始散布關於俄羅斯進攻烏克蘭的虛假信息。巴爾蒂及法萊斯蒂教區大主教馬克爾穿上喬治絲帶出現在復活節慶典上——這是在摩爾多瓦當局通過承認喬治絲帶為軍事侵略象徵並在摩爾多瓦立法禁止這一象徵之後發生的。不久之後，摩爾多瓦大主教表示所有類似事件將被記錄下來，神職人員將根據教會的規範受到懲罰。而基希涅夫及全摩爾多瓦都主教弗拉基米爾（Vladimir (Cantarean)）70歲生日之際，被牧首基里爾授予薩羅夫六翼天使勳章（Орден Преподобного Серафима Саровского）。2022年9月底，自由黨提出一項提案，要求摩爾多瓦正教會不再從屬於莫斯科宗主教區。
白俄羅斯正教會明斯克及札斯拉夫斯基的都主教區都主教本傑明（Вениамин (Тупеко)）於2022年3月呼籲戰爭雙方採取行動緩和局勢，並表示：「就像在一個普通家庭中經常會有考驗，而兄弟國家之間的關係也會出現矛盾和衝突，有時解決這些問題是非常困難的。人類的敵人尤其高興當兄弟對兄弟發動攻擊。」總的來說，白俄羅斯都主教支持戰爭和政府威權，就像俄羅斯正教會的領導一樣。

## 俄羅斯正教會神職人員的對抗
在俄羅斯全面入侵烏克蘭後，許多莫斯科宗主教區的神職人員反對戰爭，因此一些人遭到國家的打壓。然而，宗教學者尼古拉·米特羅欣表示，由於害怕受到迫害，大多數神職人員和主教都不願意就戰爭發表意見。在戰爭首3個月，只有兩位莫斯科宗主教區主教公開支持戰爭——沃羅涅日都主教區都主教謝爾蓋（Сергий (Фомин)）和葉卡捷琳堡都主教區都主教尤金（Евгений (Кульберг)）。
在俄羅斯公開反對戰爭的神職人員會被起訴和處罰。例如，2022年3月初，來自科斯特羅馬州的司鐸約翰·伯丁（Иоанн Бурдин）公開表達了他反對戰爭的立場。不久之後，該教堂的網站上發布了以下訊息：
當弟兄殺弟兄，基督徒殺基督徒，我們基督徒不能袖手旁觀。讓我們不要重蹈1939年9月1日為希特勒行動者歡呼的罪行。我們不能羞怯地閉上眼睛，把黑變成白，把惡變成善……烏克蘭居民的鮮血不僅會留在俄羅斯領導人和執行這一命令之士兵手上，他們的鮮血沾在了我們每個贊成這場戰爭或只是保持沉默的人手上……
然而，這篇文章只發表了幾天，其中一名教區的教徒寫了一份舉報書舉報了伯丁，因此他被指控犯有《誹謗武裝力量保護俄羅斯聯邦和其公民的利益法》，並被處以35000盧布的罰款。
在2022年4月，俄羅斯當局因諾夫哥羅德教區執事德米特里·巴耶夫（Дмитрия Баева）在自己的VKontakte頁面上發布了一系列來自Telegram頻道「聖職人員」（Клирик）的列轉帖，呼籲國際刑事法院對弗拉基米爾·普京進行審判。很快，該神職人員的公寓遭到搜查，而執事本人也被列入聯邦通緝名單。不過，當時巴耶夫已經和家人一起離開了俄羅斯。
在2022年3月初，一些俄羅斯正教會的神職人員發表了一封公開信，呼籲和解和停止戰爭。信中還指出「烏克蘭人民必須獨立決定自己的命運，不受任何槍枝威脅，也不受西方和東方的任何壓力」。
除此之外，這些神職人員還關注在反戰活動中對俄羅斯公民的大規模拘留：「任何非暴力的呼籲和平與停戰都不應被強制終止和視為違法行為，因為這是主的誡命：『締造和平的人是有福的』」。到2022年10月，約有300名神職人員簽署了這封公開信。
我們，俄羅斯正教會的司鐸和執事，每個人都以自己的名義，呼籲所有能夠終止在烏克蘭自相殘殺的人，和解並立即停火……最後的審判等待著每一個人。沒有世俗的權威，沒有醫生，沒有衛兵可以保護免受這個審判。我們關心所有認為自己是俄羅斯正教會兒女的人之救贖，我們不希望他們在這場審判中，背負祖國的詛咒。我們提醒你，耶穌基督為世人生命所流下的寶血，那些下達殺人命令的人領受聖餐，不是為了生命，而是為了永恆的痛苦。我們哀悼在烏克蘭的弟兄姐妹受到不應有的考驗。——俄羅斯正教會神職人員對和解與結束戰爭的公開呼籲
2022年4月，莫斯科宗主教聖統烏克蘭正教會的神職人員開始收集簽名，要求將牧首基里爾提交教會法院審判，因為他支持入侵烏克蘭。其中提出的指控包括：宣揚不符合東正教教義的「俄羅斯世界」異端邪說，以及「道德罪行」。僅在4月份，就有大約400名神職人員在這封公開信上簽名。
白俄羅斯神職人員也公開反對入侵烏克蘭。由於受到迫害的威脅，他們當中的許多人此前被迫離開該國並關閉了他們的社交網頁。然而，隨著烏克蘭全面爆發戰爭，他們開始發佈反戰呼籲和聲明，將頭像換成烏克蘭國旗以示團結，加入請願並幫助難民。許多人還支持教會的抗議形式——為烏克蘭祈禱。2022年2月26日，白俄羅斯正教會信徒向牧首基里爾發起反對俄羅斯侵略的請願書，徵集到600多個簽名。白俄羅斯正教會對2020年－2021年白俄羅斯示威的壓制作出了相當的反應。當時主教、神職人員和司鐸參與了團結行動，並對政權的行為進行批評。然而，白俄羅斯政府大力打壓司鐸和神職人員的抗議運動，「不忠」的主教被更忠心的人取代。而參與此事的白俄羅斯神職人員也被解職，他們的住所遭到搜查，並在社交媒體和國營媒體中受到攻擊。

## 公眾反應

### 梵蒂岡和君士坦丁堡
俄羅斯正教會公開支持入侵烏克蘭戰爭嚴重惡化俄羅斯正教會和梵蒂岡之間的關係。2022年5月，天主教教宗方濟各接受意大利《晚郵報》的採訪，講述他與牧首基里爾的談話，該談話通過Zoom於2022年3月16日進行，交談大約40分鐘。據教宗稱，牧首基里爾向他闡述了俄羅斯入侵烏克蘭的原因，呼籲他「一起尋找通向和平的道路」。隨後，梵蒂岡拒絕參加2022年6月與俄羅斯正教教會領袖的會面。
頭20分鐘，他手持地圖，跟我宣讀戰爭的論據。我聽了他的話，告訴他：「我對此一無所知。弟兄，我們不是政府的神職人員，我們不能使用政治語言，只能使用耶穌的語言……牧首不能將自己變成普京的輔祭侍童。」——教宗方濟各與牧首基里爾的談話
在2022年9月14日，教宗方濟各在哈薩克首都阿斯塔納出席第7屆世界和傳統宗教領袖大會時發表聲明，指出天主不支持戰爭，並呼籲不要以宗教來為軍事行動辯護。而牧首基里爾拒絕參加該會議。2022年10月，莫斯科宗主教區對外教會關係部主席沃洛科拉姆斯克代牧區都主教安東尼（Антоний (Севрюк)）批評羅馬教宗「諷刺性地重新講述」他和牧首基里爾在3月份的談話。安東尼還聲稱，正教會和天主教會幾乎沒有直接交流。
一些神學家寫了一份《關於「俄羅斯世界」教義的聲明》。他們提出雖然不完整但概念性的「俄羅斯世界」描述，並希望將其定性為異端，但在發佈前的最後一刻，他們軟化了措辭。他們改寫為「東正教民族原教旨主義的一種形式」一詞。2022年12月初，君士坦丁堡普世牧首巴爾多祿茂在一次講話中將莫斯科牧首的「彌賽亞主義」與導致納粹主義興起的「德國民族主義思想」相提並論。根據他的話，大約200年前，俄羅斯帝國的國家教會開始分裂東正教，但牧首沒有被直接指責其為異端。

### 政治家的批評和制裁
2022年5月31日，歐盟高級外務代表何塞普·博雷利表示，俄羅斯正教會的牧首基里爾應該被列入歐盟的「制裁名單」中。然而，有關將俄羅斯東正教會領袖納入制裁名單的討論遭到匈牙利代表的阻撓。
2022年9月，德國總統弗蘭克-瓦爾特·施泰因邁爾表示，俄羅斯正教會明顯地對信徒撒謊、散播宣傳，並為戰爭辯護。
截至2022年10月，加拿大、英國、立陶宛、美國對牧首基里爾實施制裁。

## 烏克蘭當局對莫斯科宗主教區的對抗
2022年10月底，烏克蘭國家安全局代理局長瓦西里·馬柳克（Василь Малюк）表示，自從入侵以來，該局已對23名烏克蘭正教會（2022年）的活動家展開刑事調查，其中33名神職人員被列為嫌疑人。被控告的最高級別神職人員是圖爾欽和布拉茨拉夫都主教區都主教喬納森（Ионафан (Елецких)），他被指控觸犯4項《烏克蘭刑法》，包括「煽動宗教仇恨、為俄羅斯入侵辯解、呼籲改變憲法秩序和國界」。
2022年11月12日，基輔洞窟修道院的教徒在其中一座教堂演唱一首有關俄羅斯復興之歌曲。隨後在2022年11月22日，烏克蘭國家安全局開始對烏克蘭正教會（2022年）進行搜查。根據烏克蘭國家安全局的報告，他們在基輔洞窟修道院的主教房間內發現了大量由俄羅斯製作的反烏克蘭材料，其中包含刑事犯罪的跡象。在烏克蘭捷爾諾波爾州，隸屬於烏克蘭正教會（2022年）的波恰耶夫神學院（Почаївська духовна семінарія）校長主教約伯（Иов (Смакоуз)）的宿舍中，發現了一大批由俄羅斯極右派作家米哈伊爾·納扎羅夫（Михаил Назаров）和維亞切斯拉夫·馬尼亞金（Вячеслава Манягина）所寫的宣傳書籍，其中包括《第三羅馬的領袖》（Вождю Третьего Рима）和《第三羅馬》（Третий Рим）。主教的論文是在這種類型的文學影響下撰寫的，專門研究否認烏克蘭的完整性以及對加利西亞和喀爾巴阡山脈地區的「俄羅斯正教會認同」。
烏克蘭正教會（2022年）的領導稱所有此類指控「未經證實和毫無根據」，並稱被佔領土地上的所有主教和司鐸「不是合作者」。然而在搜索行動之後，於2022年11月23日基輔會議的一次會議上，烏克蘭正教會（2022年）決定免除幾位主教的職務：瓦西爾基夫代牧區都主教喬薩夫（Иоасафа (Губени)）、伊萬諾-弗蘭科夫斯克和科洛米亞教區都主教塞拉芬（Серафим (Зализницкий)），以及伊久姆和庫皮揚斯克教區都主教以利沙（Елисея (Иванов)）和羅姆尼教區都主教約瑟夫（Иосиф (Масленников)），他們離開了烏克蘭領土，並在俄羅斯獲得了難民身份。
2022年11月23日，歐洲團結黨在烏克蘭最高拉達提出一項法律草案，禁止「承認在教會、組織和其他問題上服從於莫斯科宗主教區」的宗教組織在烏克蘭運作。
2022年12月1日，長期以來一直試圖與教會政治保持距離的烏克蘭總統弗拉基米爾·澤連斯基表示：
我們將確保國家完全獨立。特別是精神上的獨立。我們絕不允許任何人在烏克蘭人的靈魂中建立帝國。——弗拉基米爾·澤連斯基
隨後他批准了烏克蘭國家安全與國防事務委員會的決定，委託政府起草關於中止「與俄羅斯勢力有關的宗教組織」在烏克蘭活動的法案。並委派民族政策和宗教自主國家公共服務部組織對《烏克蘭正教會的管理章程》進行宗教研究鑑定，以判斷是否存在與莫斯科宗主教轄區的教會和經院上之聯繫。
烏克蘭國家安全與國防事務委員會制定的「教會制裁清單」中列出了10名與莫斯科宗主教區有關聯或緊密相關的人。大多數被列入名單的人都在國外或在被佔領的領土上。
到2023年1月，烏克蘭當局終止了與烏克蘭正教會（2022年）位於基輔洞窟修道院的聖母安息大教堂和食堂教堂的租約，財產歸還為國家直接控制。
2023年1月23日，經過烏克蘭國家安全與國防事務委員會的建議，弗拉基米爾·澤連斯基簽署了一項法令，對22名俄羅斯正教會的代表實施制裁。這個名單包括了莫斯科牧首的侄子兼俄羅斯正教會在日內瓦的基督教協進會代表米哈伊爾·貢季亞耶夫（Михаил Гундяев）、布達佩斯及全匈牙利都主教伊拉里雍，莫斯科宗主教區對外教會關係部副主席兼牧首顧問尼古拉·巴拉索夫（Николай Балашов），弗拉基米爾和蘇茲達爾教區都主教吉洪，莫斯科宗主教區教會與社會關係和媒體部主席弗拉基米爾·勒戈伊達，以及莫斯科宗主教區對外教會關係部主席兼沃洛科拉姆斯克代牧區都主教安東尼。

## 後果
俄羅斯正教會對俄羅斯入侵烏克蘭的支持導致其陷入全面危機。該教會面臨聲望損失和在基督教世界中被孤立，同時，教徒對其在俄羅斯和國外教區內部政策的不滿情緒持續增長。大多數專家認為，危機的主要後果之一是俄羅斯正教會在全球東正教中失去主導地位。宗教學者謝爾蓋·查普寧認為，俄羅斯正教會的進一步解體幾乎是不可避免的。主要原因是牧首基里爾在政治上完全認同克里姆林宮的行動。宗教觀察家亞歷山大·索爾達托夫（Александр Солдатов）推測，莫斯科牧首將被其他教會「逐出教會共融」。大主教基里爾（Кирилл (Говорун)）則認為，俄羅斯正教會可以擺脫單一獨裁式的統治，回到神聖會議的合議制。
倫敦政治經濟學院專家認為，作為世界宗教的基督教可能會進一步分裂，獲得一個新的分支：天主教、新教、東正教和「基督教傳統主義」，指的是莫斯科宗主教區。因此，獨立的烏克蘭正教會可能在東正教世界中取代俄羅斯正教會，而莫斯科牧首將跳脫與其他教會的共融，創建自己的全球教區。與此同時，莫斯科宗主教聖統烏克蘭正教會的分離可能會導致多米諾骨牌效應，此時其他正教會也要求自莫斯科宗主教區獨立。
2022年12月29日，俄羅斯正教會被迫無限期推遲下一屆主教會議，因為沒有烏克蘭和歐洲主教的到來就不可能達到法定人數。